# Christiane Castelli
 (avril 2023).
Si vous disposez d'ouvrages ou d'articles de référence ou si vous connaissez des sites web de qualité traitant du thème abordé ici, merci de compléter l'article en donnant les références utiles à sa vérifiabilité et en les liant à la section « Notes et références ».
Christiane Castelli est une cantatrice française, née le 19 août 1922 à Paris 15e et morte le 3 décembre 1989 à Bordeaux (Gironde).
Membre de la troupe de l'Opéra de Paris (RTLN) elle s'illustra particulièrement dans les rôles de Tosca (Tosca) qu'elle chantera plus de 300 fois, Nedda (Paillasse), Élisabeth (Don Carlo), Desdemona (Otello) et Musetta (La Bohème).

## Biographie
Dès 1941, elle suit les cours de Maurice Escande en comédie et tragédie. Sur les conseils de Lotte Schöne, elle entre en 1942 au Conservatoire national supérieur de Paris dans les classes de Claire Croiza et Roger Bourdin. En 1944, elle obtient le 1er prix d'opéra et le 1er prix d'opéra-comique ainsi que le prix Osiris.
Soprano lyrique, elle entre dans la troupe de l'Opéra de Paris en 1946. Du fait de la réunion des théâtres lyriques nationaux, elle débute le 16 mars 1945 dans La traviata de Verdi (rôle de Clara) à l'Opéra-Comique. Elle y chante ensuite Frasquita et Micaela dans Carmen, Giulietta dans Les Contes d'Hoffmann, Sylvanise dans Le Directeur de théâtre, Nedda dans Paillasse, Musette dans La Bohème, la comtesse de Castiglione dans Ciboulette, etc.
Ses débuts au palais Garnier ont lieu le 18 juin 1952 dans le rôle d'Hébé des Indes galantes de Jean-Philippe Rameau. Elle chante ensuite Desdémone dans Otello, Rozenn dans Le Roi d'Ys, Marie-Louise dans L'Aiglon (1952), 1re dame dans La Flûte enchantée (1954), Marguerite dans Faust (1957), Violetta dans La traviata (1959), Tosca (1960), Amelia dans Un ballo in maschera, Elisabeth dans Don Carlo…
Elle chante également dans de nombreux théâtres de province et à l'étranger (Belgique, Suisse, Italie, Suède, Russie, Pologne, Autriche, Pays-Bas, Hongrie, Danemark, etc.) et participe à plusieurs festivals (Orange, Aix en Provence, etc.). Elle fait ses adieux à la scène lors d'un récital à l'Opéra de Paris en 1977.
Outre ses rôles « fétiches » (Tosca, Nedda, Elisabeth, Desdémone et Musette) Christiane Castelli interpréta entre autres Micaela (Carmen) ; Mimi (La Bohème) ; Violetta (La traviata) ; Rozen (Le Roi d'Ys) ; Louise (Louise) ; Alexina (Le Roi malgré lui) ; Lisa (La Dame de pique) ; Junon (Platée) ; Vox Sola (Le Martyre de saint Sébastien) ; Hébé (Les Indes galantes) ; Giulietta (Les Contes d'Hoffmann) ; La Comtesse (Les Noces de Figaro) ; Marguerite (Faust) ; Toinette (Le Chemineau) ; Santuzza (Cavalleria rusticana) ; Amelia (Un ballo in maschera), etc.
Professeur de chant aux conservatoires de Marseille et de Bordeaux à partir de 1980, elle crée le Grand prix national de chant de Vichy et devient inspectrice du chant en France de 1977 à 1980. Elle est nommée chargée de mission par la Direction de la musique pour la préparation des futurs professeurs de chant. Parallèlement, elle participe à de nombreux séminaires sur la voix.
Elle a tourné dans Secrets d'alcôve (1954) de Jean Delannoy aux côtés de Martine Carol, Bernard Blier et François Périer, sous le nom de Christiane Méra.
Elle a été la première épouse du compositeur Pierre Petit, dont elle a eu trois enfants : Claude (journaliste et écrivain), Didier (connu comme auteur-compositeur-interprète sous le nom de Romain Didier) et Marie-Laurène.
Elle repose au cimetière de Grenelle à Paris.

## Décorations
- Chevalier de la Légion d'honneur
- Officier de l'ordre des Arts et des Lettres

## Carrière
Les productions auxquelles Christiane Castelli a participé de 1944 à 1979 sont les suivantes :

## Discographie
par compositeur
- Emmanuel Chabrier : Le Roi malgré lui (Alexina), avec Janine Micheau, Willy Clément, Michel Cadiou, Xavier Depraz, Marcel Enot, Pierre Giannotti, Lucien Lovano, Jean Mollien, Charles Bruck (dir.) - RTF, 1960 - Malibran - MR772
- Emmanuel Chabrier : Une éducation manquée, avec Claudine Collart, Xavier Depraz, Charles Bruck (dir.) - Le Chant du monde LDC 278 1068 ; rééd. Malibran MR772
- Emmanuel Chabrier : Mélodies, avec Hélène Boschi (piano) - Le Chant du monde LDA 8087, 1954
- Henri Duparc : Mélodies, avec Hélène Boschi (piano) - Le Chant du monde LDA 8087, 1954
- Ruggero Leoncavallo : Paillasse (Nedda), avec Paul Finel, Michel Dens, Claude Calès, Rémy Corazza, Pierre Dervaux (dir.) - Pathé Marconi DTX30527-30528, 1963 (en français)
- Pierre Petit : La Maréchale Sans-gêne (ext.), Richard Blareau (dir.) - Gramophone K8857, 1948
- Giacomo Puccini : La Bohème (Musette), avec Martha Angelici, Roger Gardes, Michel Roux, Xavier Depraz, Jean Vieuille, Jacques Hivert, René Hérent, Serge Rallier, Georges Tzipine (dir.) - Pathé Marconi DTX177-178, 1961 (en français)
- Giacomo Puccini : Tosca (Floria Tosca), avec Albert Lance, Jean Laffont, Lucien Lovano, Joseph Peyron, Pierre Michel Leconte (dir.) - Malibran MR 791 (en français) 2 CD
- Jean-Philippe Rameau : Platée (Junon), avec Michel Sénéchal, Janine Micheau, Nadine Sautereau, Nicolai Gedda, Jacques Jansen, André Huc-Santana, Jean-Christophe Benoît, Henri Rosbaud (dir.), festival d'Aix-en-Provence, 1956 - Pathé DTX223A-224A.
- Jean-Philippe Rameau : Les Indes galantes (Hébé) Rita Gorr, Paulette Chalanda, Jacqueline Brumaire, Georges Vaillant, Jean Giraudeau, Suzanne Sarroca, René Bianco, Raphaël Romagnoni, Géori Boué, Henri Legay, Camille Rouquetty, Roger Bourdin, Janine Micheau, Jane Guihard, Raymond Amade, Louis Noguéra, Louis Fourestier (dir.) - Opéra Garnier, 1954 - Malibran MR776 2 CD
- Erik Satie : Trois mélodies, avec Hélène Boschi (piano) - Le Chant du monde LDA 4003, 1954